# 三木之次
三木 之次（みき ゆきつぐ、天正3年（1575年） - 正保3年1月11日（1646年2月26日））は、江戸時代初期の常陸水戸藩家老。通称は仁兵衛（にへえ）。

## 生涯
播磨国美嚢郡三木の浄土真宗光善寺の住職・寂然の次男として生まれる。光善寺は兄の長然が継いだ。若年時については不詳であるが、京に出て、近江国の浄土真宗広済寺の住職・安休の娘で中和門院に仕えていた武佐と結婚し、2女をもうけた。
慶長8年（1603年）8月、伏見城で征夷大将軍徳川家康の末男頼房が誕生し、之次は頼房の乳母となった岡崎の姉・武佐の婿という縁から、翌9年（1604年）、500石を給されて頼房に仕える。慶長11年（1605年）、頼房は下妻藩10万石を与えられるが、4歳であり領地には赴かなかった。慶長12年（1606年）、家康が駿府城に隠退すると頼房も伏見から駿府に移るが、この年之次は家康の命で下妻に至って藩士の知行割を行った。これは頼房が家臣に俸禄を与えた最初という。同年12月、岡崎が病死し、5歳の頼房が乳母を慕って朝夕悲しんだため、容姿の似ている武佐が駿府に迎えられ、夫婦揃って頼房に仕えることになった。慶長14年（1608年）、頼房は水戸藩25万石に転ずる。之次は大番頭となり、老中を兼ね、元和4年（1618年）300石加増、翌年さらに200石加増され、1,000石を給される重臣となった。
元和8年（1622年）、頼房の第1子・松平頼重が誕生するが、諸々の事情から頼房は堕胎を命じており、母の高瀬局は之次夫妻に預けられ、頼重は江戸麹町の之次の別宅で誕生した。寛永5年（1628年）、再び高瀬局が懐妊すると、頼房はまた堕胎を命じて之次夫妻に預け、三男（第7子）徳川光圀が水戸城下の之次の屋敷で誕生した。
頼重は後に京に送られ、之次の娘婿・滋野井季吉のもとで養育され、出家させるため天龍寺慈済院に入って学問を学んだ。寛永9年（1632年）11歳の時、水戸藩の招きで小石川藩邸に入ったが、痘瘡を病んだらしく、寛永14年（1637年）ようやく父頼房と対面した。光圀は5歳まで水戸城下の三木邸で育てられた。寛永9年（1632年）水戸城に上がり、翌10年（1633年）6歳の時付家老中山信吉と対面して水戸藩の嗣子に選ばれ、江戸小石川邸に移った。
正保3年（1646年）之次は72歳で没した。墓所は水戸市妙雲寺。また妻・武佐とともに常磐神社の末社・三木神社に祀られている。
娘はそれぞれ、京の公家・滋野井季吉と、水戸藩家臣・伊藤友玄に嫁いだ。外孫（伊藤友玄の長男）で養子の三木高之が跡を継いだ。
後年、三木邸で梅花の宴があった際に光圀の詠んだ歌が『常山詠草』にある。
「此亭はそのかみ三木某か住し所なり、我ゆへありてここにて生れ侍りぬ。年経てのち、たまたまここに来りたるに、をりふし庭の梅盛りなるを、かれか氏族、かれこれささえなどもてきて、祝ひ興しもてはやすつゐてに、歌よみてをくりけれは、これにむくいするとて
朽残る 老木の梅も 此宿の はるに二たび あふそ嬉しき」
なお、三木邸は元禄10年（1697年）前後に召し上げられ、三木家は北三の丸に移り、藩主の別邸「中御殿」となった。明治32年（1899年）水戸駅の拡張により、駅構内の一部となった。三木邸跡には現在「義公生誕之地」の碑と神社が建っているが、この地は正確には屋敷地の北限よりさらに北に位置し、光圀生誕の地である屋敷の中心部は現在の水戸駅構内の発着ホームの中にある。

## 登場作品
•　西村弘毅 『或る一族の肖像』（郁朋社、2024年）　三木之次と妻の武佐、武佐の父安休を中心とした歴史小説　ISBN 978-4-87302-824-8